# Itajuru
Itajuru é um bairro da cidade de Cabo Frio, no estado do Rio de Janeiro, no Brasil. Seu nome é proveniente da língua tupi e significa "boca da pedra", através da junção de itá ("pedra") e îuru ("boca").